# Donald Knuth
Donald Ervin Knuth (Milwaukee, Wisconsin; 10 de enero de 1938) es un reconocido experto en ciencias de la computación estadounidense y matemático, famoso por su fructífera investigación dentro del análisis de algoritmos y compiladores.
Es Profesor Emérito de la Universidad de Stanford.

## Biografía

### Primeros años
Knuth nació en Milwaukee, Wisconsin, hijo de Ervin Henry Knuth y Louise Marie Bohning. Describe su herencia como «alemana luterana del Medio Oeste».: 66  Su padre tenía una pequeña imprenta y enseñaba contabilidad. Donald, estudiante del Milwaukee Lutheran High School, pensó en formas ingeniosas de resolver problemas. Por ejemplo, en octavo grado, participó en un concurso para encontrar el número de palabras que las letras en «Ziegler's Giant Bar»  («Barra Gigante de Ziegler») podían ser reordenadas; los jueces habían identificado 2500 palabras de este tipo. Con el tiempo ganado fuera de la escuela debido a un fingido dolor de estómago, y trabajando el problema en sentido contrario, Knuth utilizó un diccionario no abreviado y determinó si cada entrada del diccionario podía formarse utilizando las letras de la frase. Usando este algoritmo, identificó más de 4500 palabras, ganando el concurso.: 3  Como premios, el colegio recibió un nuevo televisor y suficientes chocolatinas para que todos sus compañeros se las comieran.

### Educación
Knuth recibió una beca en física en la Case Institute of Technology (ahora parte de la Case Western Reserve University) en Cleveland, Ohio, matriculándose en 1956. También se unió al capítulo Beta Nu de la fraternidad Theta Chi. Mientras estudiaba física en Case, Knuth conoció el IBM 650, un primer ordenador comercial. Después de leer el manual del ordenador, Knuth decidió reescribir el código ensamblador y compilador de la máquina utilizada en su escuela, porque creía que podía hacerlo mejor.
En 1958, Knuth creó un programa para ayudar al equipo de baloncesto de su colegio a ganar sus partidos. Asignó «valores» a los jugadores para calibrar su probabilidad de obtener puntos, un enfoque novedoso del que posteriormente informaron Newsweek y CBS Evening News.
Knuth fue uno de los editores fundadores de la revista Engineering and Science Review del Instituto Case, que ganó un premio nacional como mejor revista técnica en 1959. Luego cambió la física por las matemáticas, y recibió dos títulos de Case en 1960: su licenciatura en ciencias, y simultáneamente un máster en ciencias por un premio especial de la facultad, que consideró su trabajo excepcionalmente destacado.
En 1963, con el matemático Marshall Hall como asesor, se doctoró en matemáticas en el California Institute of Technology.

### Carrera profesional
Después de recibir su doctorado, Knuth se unió a la facultad de Caltech como profesor asistente.
Aceptó el encargo de escribir un libro sobre lenguaje de programación informático compilador. Mientras trabajaba en este proyecto, Knuth decidió que no podía tratar adecuadamente el tema sin desarrollar primero una teoría fundamental de la programación de ordenadores, que se convirtió en El arte de la programación de ordenadores. Originalmente planeó publicarlo como un solo libro. A medida que Knuth desarrollaba su esquema para el libro, llegó a la conclusión de que necesitaba seis volúmenes, y luego siete, para cubrir completamente el tema. Publicó el primer volumen en 1968.
Justo antes de publicar el primer volumen de The Art of Computer Programming, Knuth dejó Caltech para aceptar un empleo en el División de Investigación de Comunicaciones del Instituto de Análisis de Defensa, situado entonces en el campus de la Princeton University, que realizaba investigaciones matemáticas en criptografía para apoyar a la National Security Agency.
En 1967, Knuth asistió a una conferencia de la Sociedad de Matemática Industrial y Aplicada y alguien le preguntó a qué se dedicaba. En aquella época, la informática se dividía en análisis numérico, inteligencia artificial y lenguajes de programación. Basándose en su estudio y en el libro The Art of Computer Programming, Knuth decidió que la próxima vez que alguien le preguntara diría: «Análisis de algoritmos».
Knuth dejó entonces su puesto para unirse a la facultad de la Universidad de Stanford en 1969, donde ahora es profesor emérito de Ciencias de la Computación Fletcher Jones.
Está casado con Jill Carter Knuth. Tienen dos hijos.
Ha sido galardonado con el Premio Fundación BBVA Fronteras del Conocimiento 2010 en la categoría de Tecnologías de la información y la comunicación.

## Obras principales
Se le conoce principalmente por ser el autor de la obra The Art of Computer Programming (El arte de programar computadoras), una de las más respetadas referencias en el campo de las ciencias de la computación. Sentó las bases y dio nombre al análisis de algoritmos, y ha realizado numerosos aportes a varias ramas teóricas de la informática. Es el creador de TEX, del sistema de diseño de tipos METAFONT y del estilo de programación conocido como programación literaria (Literate programming). Knuth es conocido como el «padre del análisis de algoritmos».
Knuth es un programador conocido por su humor geek: ofrece una recompensa de 2.56 dólares a quien encuentre errores conceptuales o tipográficos en sus libros (la razón detrás de la extraña cifra es que «256 centavos son 1 dólar hexadecimal»), y por otro lado ofrecía 3.16 por errores en 3:16 Bible Texts Illuminated. Enumeró las distintas versiones de TEX de manera que se aproximaran al número π (3, 3.1, 3.14, etc.), al igual que los números de versión de MetaFont se van aproximando a e. Su cita más célebre, al enviarle sus comentarios a un colega autor de un algoritmo, es: «Cuidado con los errores en el código anterior; sólo he demostrado que es correcto, no lo he probado».
Knuth es el autor de 3:16 Bible Texts Illuminated (1991, ISBN 0-89579-252-4), libro en el que intenta examinar la Biblia por un proceso de «muestreo estratificado aleatorio», es decir, un análisis del capítulo 3, versículo 16 de cada libro. Cada versículo se acompaña de un renderizado en arte caligráfico, realizado por un grupo de calígrafos capitaneado por Hermann Zapf.

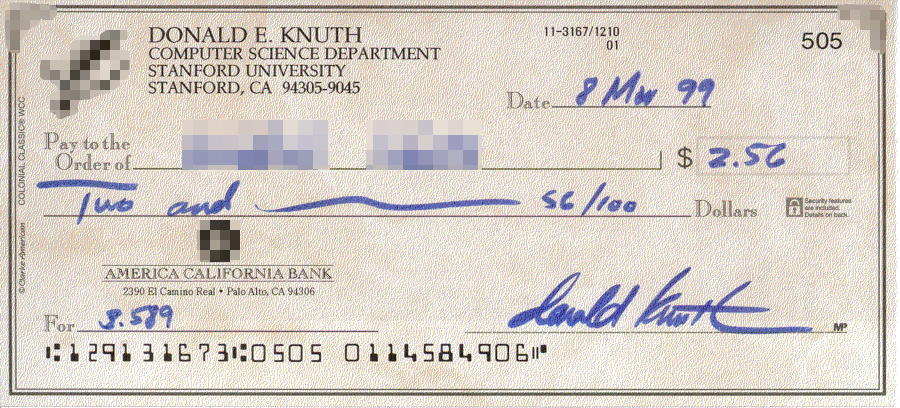
El cheque de Knuth mostrando la suma $2.56 dólares

## Ediciones en español
- El arte de programar ordenadores. Vol I: Algoritmos fundamentales. Editorial Reverté. 1986. ISBN 978-84-291-2662-4.

- El arte de programar ordenadores. Vol II: Algoritmos seminuméricos. Editorial Reverté. 1987.

- El arte de programar ordenadores. Vol III: Clasificación y búsqueda. 1986. ISBN 978-84-291-2664-8.

- El arte de programar ordenadores. Vol IV: Algoritmos combinatorios. 1987.

### Otras obras
Knuth es también el autor de Números surrealistas, una novela matemática sobre la construcción de John Conway de la teoría de conjuntos de un sistema alternativo de números. En lugar de limitarse a explicar el tema, el libro pretende mostrar el desarrollo de las matemáticas. Knuth quería que el libro preparara a los estudiantes para realizar una investigación original y creativa.
En 1995, Knuth escribió el prólogo del libro A=B de Marko Petkovšek, Herbert Wilf y Doron Zeilberger. Knuth también es un colaborador ocasional de rompecabezas lingüísticos en Word Ways: The Journal of Recreational Linguistics.
Knuth también ha profundizado en la matemática recreativa.  Contribuyó con artículos al Journal of Recreational Mathematics a partir de la década de 1960, y fue reconocido como uno de los principales colaboradores en el libro de Joseph Madachy Mathematics on Vacation.
Knuth también ha aparecido en una serie de Numberphile y vídeos de Computerphile en YouTube donde ha tratado temas desde la escritura de Números Surreales a por qué no utiliza el correo electrónico.